# Божинський Назар Іванович
Наза́р Іва́нович Божи́нський — (* 1984, Харків) — архітектор, кобзар, лірник, торбаніст, громадський діяч, художник, доцент НУ «Полтавська політехніка імені Юрія Кондратюка» та ЛНУ ім. Т. Шевченка.
Закінчив ХНУБА (2007). Кобзарську школу почав опановувати з 2001 р. в К.Черемського, В.Мішалова, на кобзі — Т. Компаніченка, на лірі — О.Саніна.
Лауреат першої премії конкурсу «ЧЕРВОНА РУТА — 2013», Київ за напрямком — «кобзарсько-лірницьке виконавство». Провадить дослідження з питань народної архітектури, історії кобзарства та традицій народної культури.
Автор наукових праць про народну архітектуру Східної України. Кандидат архітектури. Майстер старосвітських бандур, кобз, лір та інших народніх інструментів. 
Упорядник підручника гри на бандуру майстра Миколи Будника та його архівної спадщини. Учасник виставок народніх музичних інструментів (2013, 2015, 2016). Сотник Харківської пластунської сотні Чорних Запорожців, Член Харківського кобзарського цеху